# Williams FW30
La Williams FW30 è una vettura di Formula 1 con la quale la scuderia britannica ha affrontato la stagione 2008. La FW30 è stata presentata il 21 gennaio 2008 al Circuito Ricardo Tormo di Valencia.

## Livrea
Durante i test la FW30 presentò varie livree alternative, in cui vennero indicati i nomi di tutti coloro che erano stati impiegati nello sviluppo della vettura e degli 85 sponsor che hanno sostenuto la scuderia dalla nascita della Williams Grand Prix Engineering nel 1978, in occasione del trentesimo anniversario della stessa.

## Specifiche tecniche
La vettura è una evoluzione di quella utilizzata nella stagione 2007, la FW29. Come la precedente anch'essa è spinta da un propulsore fornito dalla Toyota.
Rispetto alla precedente, il direttore tecnico della scuderia, Sam Michael, l'ha descritta come un'evoluzione "migliorante l'intero pacchetto e la collocazione dei pesi" piuttosto che come una radicale innovazione. La distribuzione dei pesi è stata probabilmente spostata in avanti per utilizzare al meglio le caratteristiche delle gomme Bridgestone.

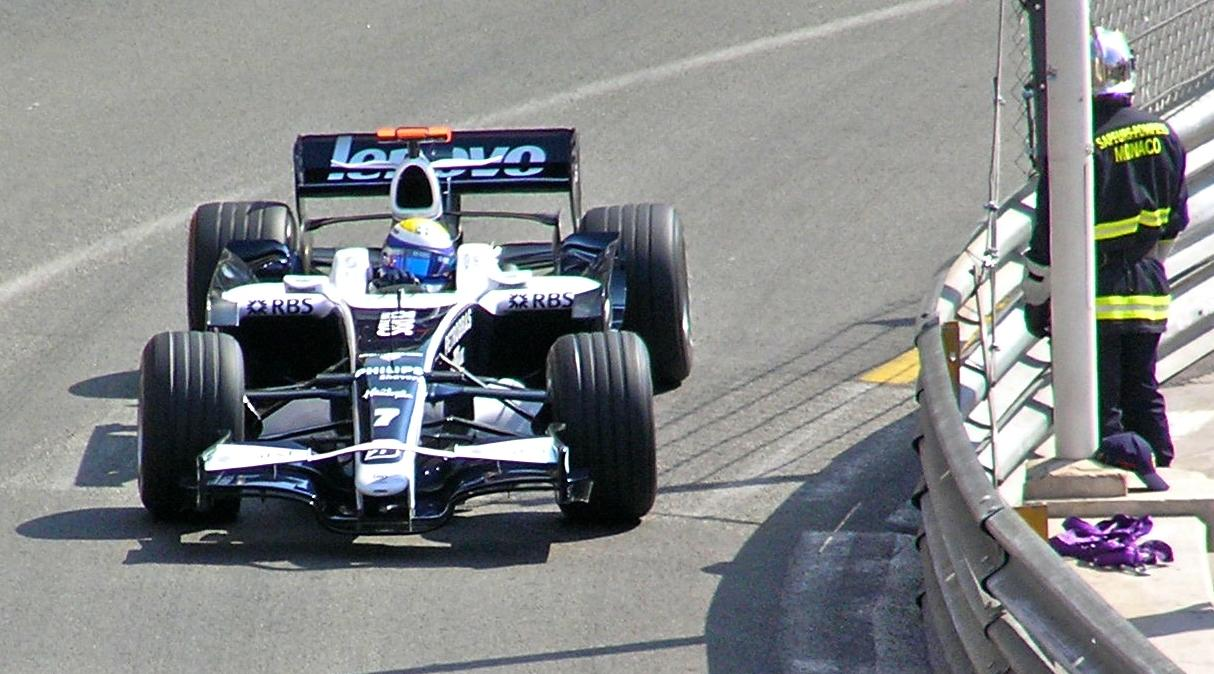
Nico Rosberg guida la FW30 al Gran Premio di Monaco 2008.

La vettura è costruita in monoscocca con materiali compositi in carbonio, con struttura a nido d'ape. La struttura delle sospensioni è composta da doppi triangoli surmontati. L'ala anteriore si discosta da quella utilizzata nella FW29. Viene introdotta un'ala a tre profili, seguendo l'esempio della McLaren MP4-22. Come sulla McLaren un profilo dell'ala passa sopra il musetto. Tuttavia, a differenza della vettura McLaren, nella FW30 l'ala è sospesa sopra il musetto usando, per fissarla, una barra posta sulla punta del musetto stesso.
Attorno al pilota, in accordo col nuovo regolamento emesso dalla FIA, il cockpit è visibilmente reso più alto. Anche le ciminiere per lo scarico vengono modificate e rese di disegno più lineare. Vengono anche aumentate le feritoie per il radiatore, anche a causa di un'alterazione del suo orientamento.

### Sviluppi aerodinamici durante la stagione
Molte sono state le modifiche nell'aerodinamica della vettura apportate nel corso della stagione. Il disegno dell'ala anteriore è stato reso più fluido dal Gran Premio di Turchia 2008 in poi. L'elemento ponte ha guadagnato due "fences" che hanno permesso di migliorare l'aerodinamicità dell'elemento. Ciò ha permesso un aumento del downforce. Successivamente, prima del Gran Premio di Germania 2008, la Williams ha modificato la parte più bassa dell'ala anteriore, dando così al pilota la possibilità di scegliere una riduzione del coefficiente di resistenza aerodinamica. Le caratteristiche del Circuito di Singapore, hanno spinto a dare all'ala anteriore un aspetto più arrotondato. Il cambiamento nel profilo ha ridotto leggermente la tenuta di strada, ma ha ridotto la sensibilità della vettura alle sconnessioni della pista. Anche per l'ultima gara stagionale, il Gran Premio del Brasile 2008, sono state apportate delle modifiche per meglio incanalare l'aria tramite l'ala anteriore.
Per il Gran Premio di Monaco 2008, una gara che richiede un alto carico aerodinamico, la Williams sperimentò la pinna sul cofano, già in uso su Renault e Red Bull. Nel Gran Premio del Canada 2008 venne effettuata una modifica dell'impianto frenante.

### Motore e trasmissione
Per la prima volta dalla stagione 2005 la Williams mantenne lo stesso propulsore dell'anno precedente. La FW30 fu motorizzata con il Toyota's RVX-08. La modifica più importante fu l'introduzione della centralina unica imposta dalla FIA, e fornita dalla McLaren Electronic Systems e distribuita con il marchio Microsoft.

## Piloti
- Nico Rosberg -  - n. 7
- Kazuki Nakajima -  - n. 8
- Nico Hülkenberg -  - collaudatore

## Stagione 2008

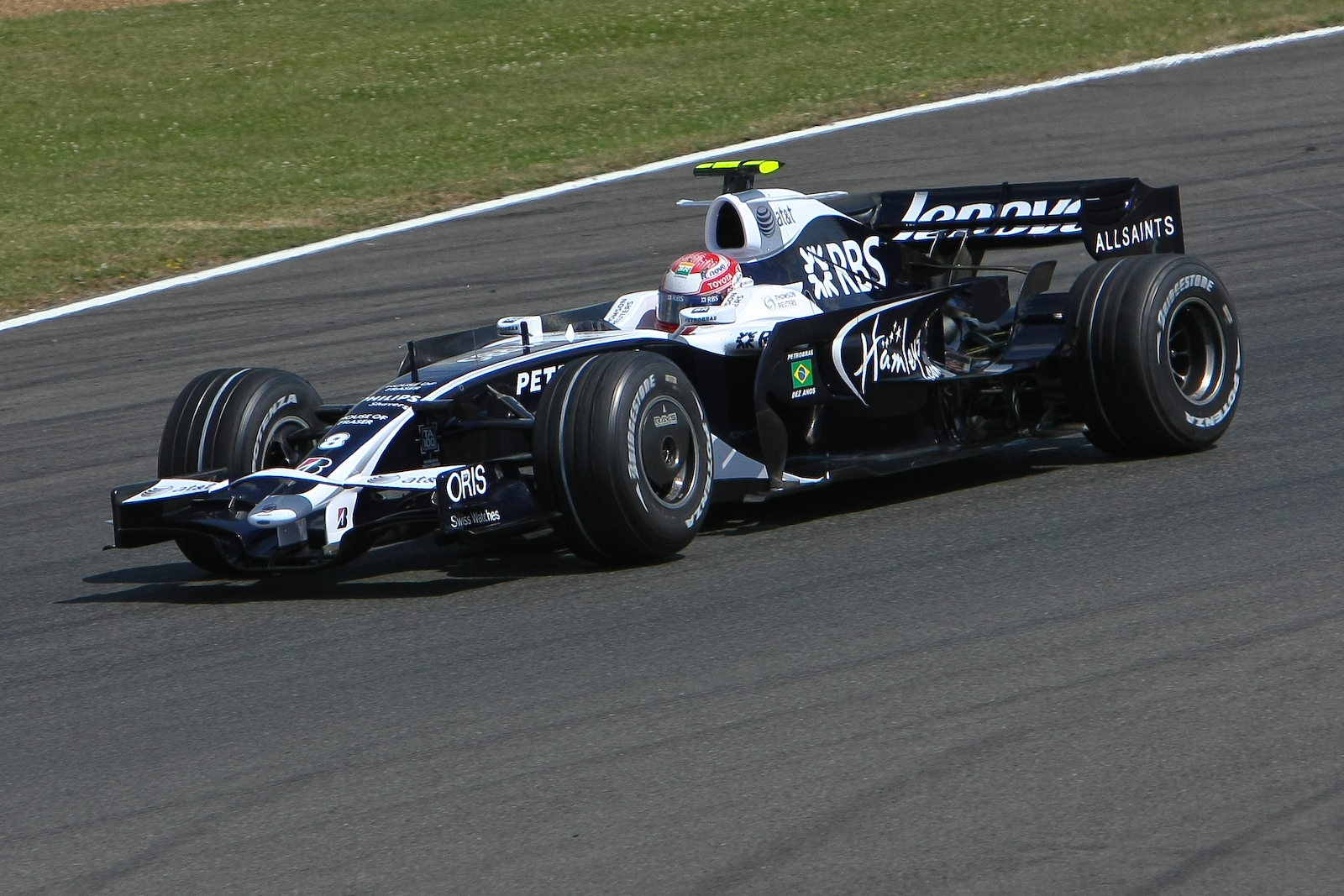
Kazuki Nakajima nel Gran Premio di Gran Bretagna 2008.

La vettura conquistò subito un podio (terzo) con Nico Rosberg nel gran premio d'esordio, in cui giunse a punti anche Nakajima (sesto). Si trattò però di un exploit isolato in quanto la stagione fu poco redditizia, con prestazioni raramente convincenti, soprattutto in prova. Il miglior risultato dell'anno fu comunque un secondo posto nel Gran Premio di Singapore, sempre con Rosberg. La scuderia conquistò 26 punti mondiali e l'ottavo posto nella classifica costruttori.

## Risultati F1
| Anno | Team          | Motore    | Gomme | Piloti   |   |    |    |     |     |     |     |    |   |    |    |    |    |    |   |    |    |    | Punti | Pos. |
| ---- | ------------- | --------- | ----- | -------- | - | -- | -- | --- | --- | --- | --- | -- | - | -- | -- | -- | -- | -- | - | -- | -- | -- | ----- | ---- |
| 2008 | AT&T Williams | Toyota V8 | B     | Rosberg  | 3 | 14 | 8  | Rit | 8   | Rit | 10  | 16 | 9 | 10 | 14 | 8  | 12 | 14 | 2 | 11 | 15 | 12 | 26    | 8º   |
| 2008 | AT&T Williams | Toyota V8 | B     | Nakajima | 6 | 17 | 14 | 7   | Rit | 7   | Rit | 15 | 8 | 14 | 13 | 15 | 14 | 12 | 8 | 15 | 12 | 17 | 26    | 8º   |

| Legenda | 1º posto     | 2º posto | 3º posto    | A punti         | Senza punti/Non class.  | Grassetto – Pole position Corsivo – Giro più veloce |
| Legenda | Squalificato | Ritirato | Non partito | Non qualificato | Solo prove/Terzo pilota | Grassetto – Pole position Corsivo – Giro più veloce |